# Myrmeleon (Myrmeleon) giloloensis
Myrmeleon (Myrmeleon) giloloensis is een insect uit de familie van de mierenleeuwen (Myrmeleontidae), die tot de orde netvleugeligen (Neuroptera) behoort. 
Myrmeleon (Myrmeleon) giloloensis is voor het eerst wetenschappelijk beschreven door van der Weele in 1909.